# Basmatjirevolten
Basmatjirevolten, härstammar från uzbekiska; ”Bosmachi”, var ett uzbekisk revolt som kämpade mot Tsarryssland och sedermera Sovjetunionens ockupation av Central Asien, som utvecklades till ett inbördeskrig. Revolten grundades 1916 och höll på till 1931. År 1934 förstördes de sista fästena för rörelsen.

## Bakgrund
Revolten tog sin början 1916, när tsarregimen dels hade beslagtagit stora arealer betesmark för invånarna i de centralasiatiska delarna av Ryssland och dels tog bort värnpliktsundantaget för muslimer. Upproret utvecklades till en rebellrörelse sammansatt av olika turkfolk från Centralasien. Under oktoberrevolutionen 1917 slogs rebellerna tillsammans med bolsjevikerna i hopp om ett självständigt land. Det fanns dock en djup ideologisk klyfta mellan Basmatji och bolsjevikerna.

## 1918–1920

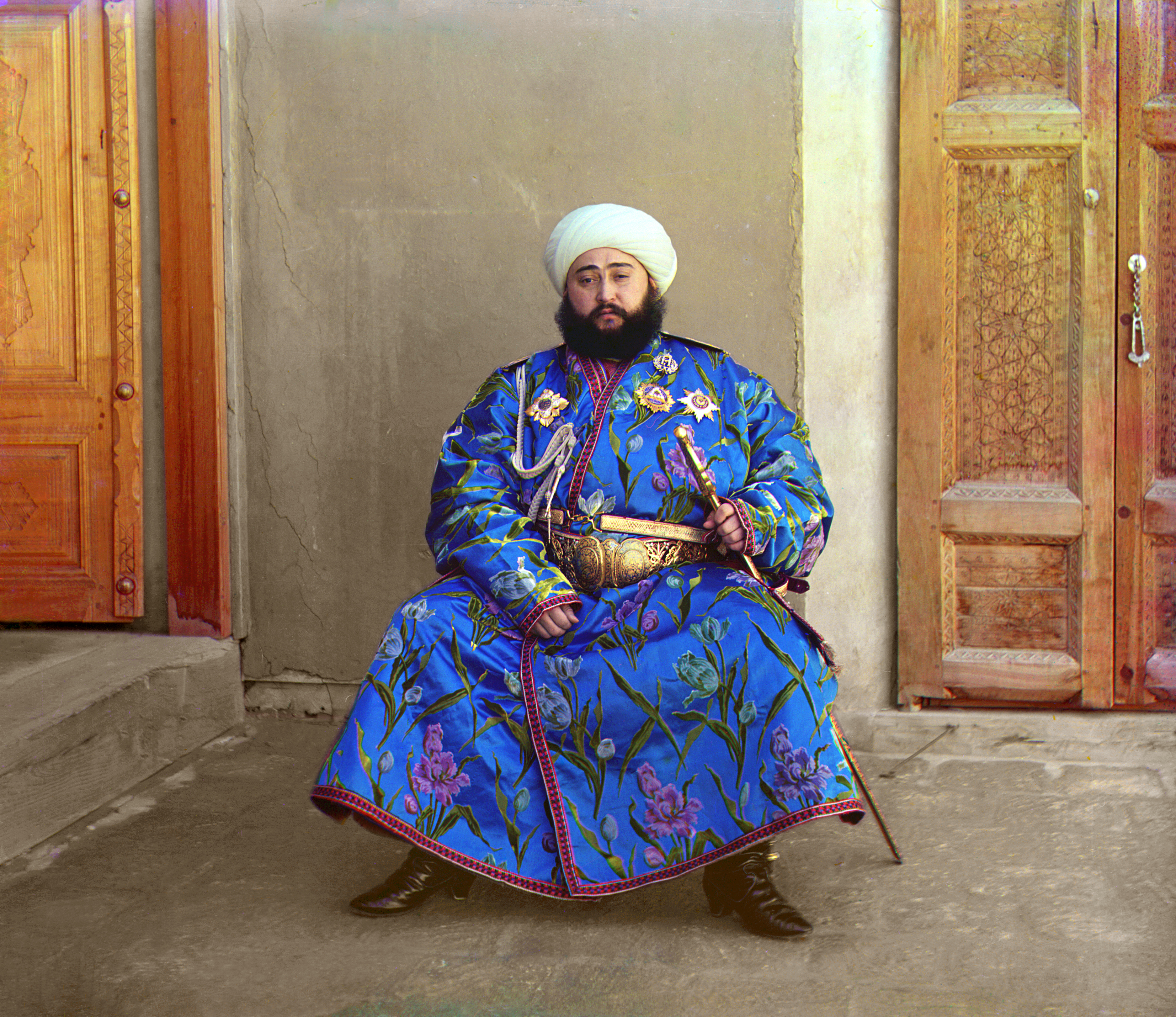
Mohammed Alim khan, den siste emiren av Buchara

Efter oktoberrevolutionen anslöt sig Bucharaemiratet under Mohammed Alim khan till rörelsen och bidrog med två generaler och cirka 30 000 milismän. Basmatji hade ett stort folkligt stöd i huvuddelen av Ferganadalen, där konservativ islam hade ett starkt fäste. Runt 1920 hade rebellerna folkets stöd i större delen av Turkestan.
Basmatji utkämpade hårda strider med Röda armén och dess allierade, däribland Chorezm-SSR och Buchara-SSR. Till skillnad mot andra motståndare till Röda armén, såsom Vita armén, fick de nästan ingen hjälp utifrån. Detta berodde på att de sågs som ett hot, på grund av sin panturkiska och panislamistiska karaktär.
I början av 1920-talet hade rörelsen så stort inflytande i Centralasien att den sovjetiska ledningen i Moskva var rädd att tappa området helt. Basmatji led dock av svåra interna intriger och stridigheter, vilket gjorde att Röda armén till slut kunde slå ner dem.

## 1921–1923
I november 1921 fick rörelsen nytt liv när den förre turkiske krigsministern İsmail Enver anslöt sig till rörelsen och såg till att utbilda 16 000 soldater. Basmatji tog kontroll över Buchara-SSR på våren 1922. Under tiden utbildade den sovjetiska regimen en muslimsk motrörelse, kallad De röda käpparna för att skapa splittring.
I maj 1922 erbjöd Röda armén ett fredsfördrag, som Basmatji bestämt tog avstånd från. Basmatji krävde istället att samtliga sovjetiska styrkor skulle dra sig ur Turkestan inom femton dagar. I juni 1922 stod slaget vid Kafrun, något som blev Envers första stora nederlag. Röda armén, under ledning av General Kukurin, drev rebellerna österut. Bit för bit kunde Röda armén återerövra de städer som Basmatji haft kontroll över. Enver dödades i ett mindre slag vid Baldzjuan nära Dusjanbe i nuvarande Tadzjikistan. Flera av Basmatjis ledare dödades eller flydde och en mindre gren av rörelsen utvecklades till ett banditgäng som terroriserade Ferganadalen.

## 1923–1934
Basmatji blev efter Kafrun en löst sammansatt gerillagrupp som i skydd av de talrika bergskedjorna gjorde enstaka räder mot både militära och civila mål, utövade utpressning och tog gisslan. Det folkliga stödet minskade snabbt, då rebellerna började ses som kriminella istället för en befrielserörelse. Runt 1926 hade revolten i stort sett dött ut, 1931 fångades Basmatjiledaren Ibrahim Bek och 1934 förstördes de sista tillhållen.